# Karl Hugel

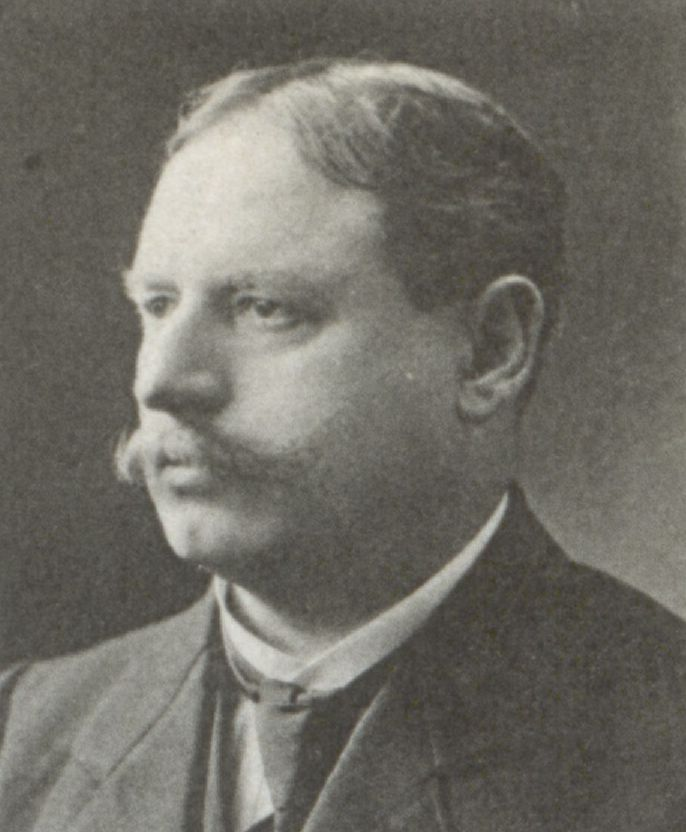
Karl Hugel als Reichstagsabgeordneter 1912

Karl Hugel (* 30. April 1865 in Bayreuth; † 21. Mai 1937 ebenda) war Schneider und Mitglied des Deutschen Reichstags.

## Leben
Hugel besuchte die Volksschule in Bayreuth. Ab 1878 erlernte er das Schreinerhandwerk und etablierte sich 1898 als Schneidermeister. In den Jahren 1885 bis 1888 diente er beim 7. bayerischen Infanterie-Regiment in Bayreuth. Von 1903 bis 1930 war er Geschäftsführer der sozialdemokratischen Zeitung Fränkische Volkstribüne. Zwischen 1907 und 1911 war Hugel Mitglied des Gemeindekollegiums, für die Periode 1912 bis 1917 wurde er zum Mitglied des Stadtmagistrats in Bayreuth gewählt. Er war von 1919 bis 1924 Zweiter Bürgermeister und auch Mitglied des Kreisrats. Sein Mandat als Stadtrat legte er im Frühjahr 1930 nieder, da er „den maßlosen und unverschämten Angriffen eines Hans Schemm“ nervlich nicht mehr gewachsen war. Nach der Stadtratswahl vom 8. Dezember 1929 war die NSDAP mit Schemm an der Spitze und acht weiteren Nationalsozialisten in das Gremium eingezogen, was das Klima im Bayreuther Rathaus erheblich verschlechtert hatte.
Bei der Reichstagswahl des Jahres 1903 erhielt der Kandidat Hugel im Stadtgebiet die Mehrheit der Stimmen und erzielte besonders in Arbeitervierteln hohe Resultate: Altstadt 84,0 %, Sankt Georgen 78,3 %, Neuer Weg 67,0 %. Nur die konservativ eingestellte Landbevölkerung rettete in seinem Wahlkreis das Reichstagsmandat des nationalliberalen Konkurrenten August Hagen. Vor der entscheidenden Stichwahl schwor die örtliche Tageszeitung Bayreuther Tagblatt „alle national gesinnten Männer“ auf Hagen ein: Wer nicht zur Wahl gehe, begünstige den Kandidaten der „Umsturzpartei“ und begehe ein „schweres Unrecht an seinem Vaterland“. Nimmermehr dürfe es so weit kommen, dass der Wahlkreis an einen Sozialdemokraten falle. Dennoch erzielte Hugel im Stadtgebiet 2301 gegen 1619 Stimmen. Damals gab es in der rund 30.000 Einwohner zählenden Stadt nur etwa 5000 Wahlberechtigte. Verweigert war das Stimmrecht den Frauen und Soldaten; Männern unter 25 Jahren und solchen, die zu keiner direkten Steuer veranlagt waren, war es ebenfalls verwehrt.
1912 wurde mit Hugel, bei dessen vierten Anlauf, erstmals ein Mitglied der SPD für den Wahlkreis Oberfranken 2 (Bayreuth, Wunsiedel, Berneck) in den Deutschen Reichstag gewählt. Bis 1918 gehörte Hugel als Abgeordneter dem Parlament an.
Die ehemalige Hügelstraße im Bayreuther Stadtteil Kreuz, wo Karl Hugel im Haus Nr. 15 gewohnt hatte, wurde zu dessen Ehren 1947 in Karl-Hugel-Straße umbenannt.